# 7304 Namiki
7304 Namiki è un asteroide areosecante. Scoperto nel 1994, presenta un'orbita caratterizzata da un semiasse maggiore pari a 2,6177700 UA e da un'eccentricità di 0,4253903, inclinata di 9,60660° rispetto all'eclittica.